# 오르샤

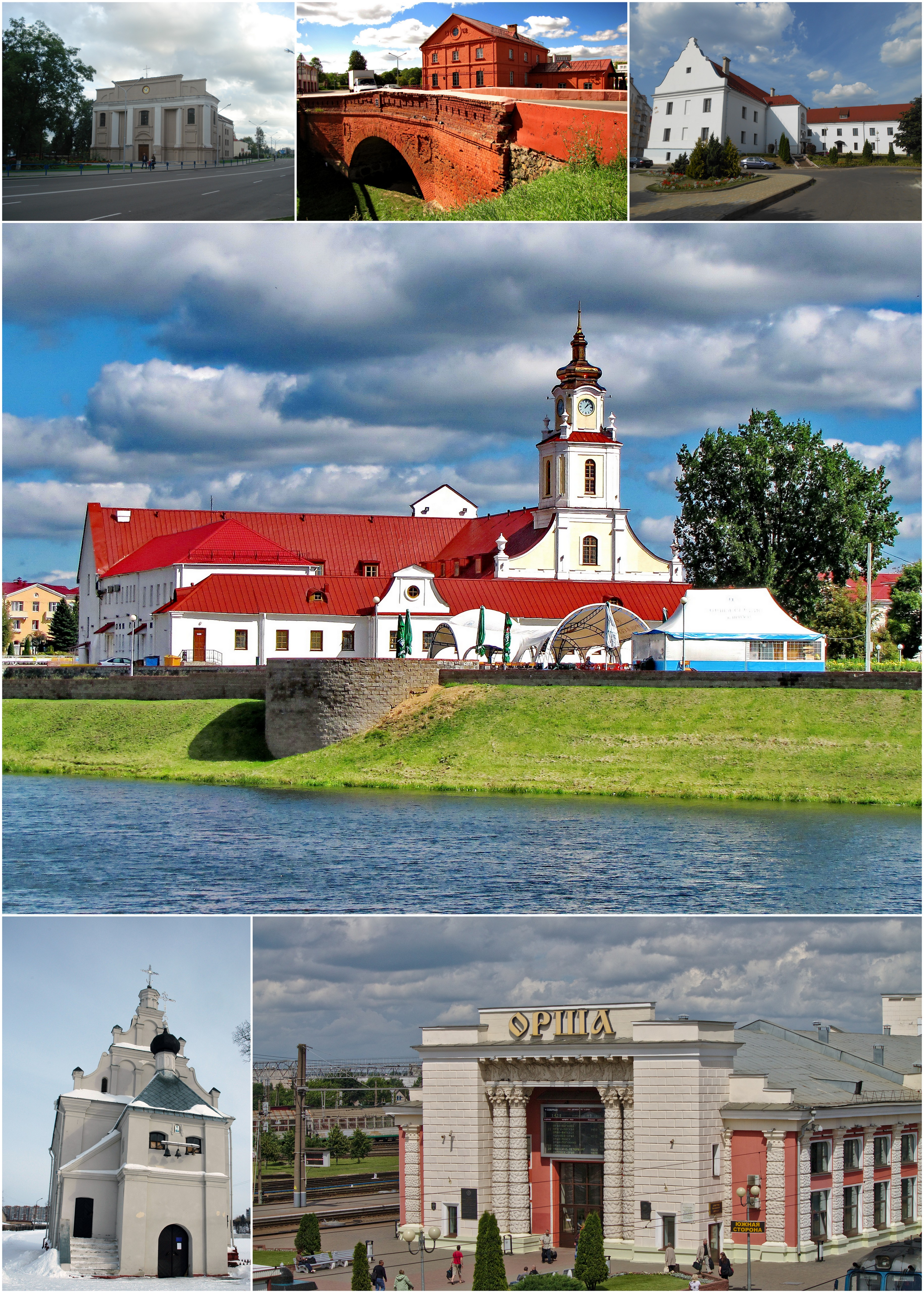

오르샤(벨라루스어: О́рша(Orša), 러시아어: О́рша, 폴란드어: Orsza) 또는 보르샤(벨라루스어: Во́рша(Vorša))는 벨라루스 비쳅스크주에 있는 인구 12만4,300명(1999년 1월 1일)의 도시이다. 아르시차강이나 드니프로강과, 민스크와 모스크바의 사이를 연결하는 철도가 도시를 통과하고 있다.

## 역사
러시아 제국 시대에는 모길료프 현에 속했다. 1880년 당시에는 837채가 있었는데 그 중에 431채는 유대인 소유였고 1개의 유대교회당이 있었다. 1897년 당시의 인구는 13,161명이었는데 그 중 약 7,000명이 유대인이었다.

## 유명인
- 레프 비고츠키 - 심리학자
- 아브라함 돕 바에르 벤 솔로몬(Abraham Dob Baer ben Solomon) - 18세기의 랍비